# Interestatal 80
La Interestatal 80 (I-80) es la segunda carretera más larga en los Estados Unidos (después de la I-90). Recorre 4666 km del centro de San Francisco, California a Teaneck, Nueva Jersey en el área metropolitana de Nueva York, conectándolas con las ciudades de Salt Lake City, Omaha, Des Moines, Chicago y Cleveland.
La I-80 es la interestatal que más se aproxima a la Autopista Lincoln, la primera carretera en cruzar los Estados Unidos. Algunas secciones de la I-80 se encuentran directamente en la parte superior de la antigua Carretera de Lincoln, en particular, en Wyoming, Utah, Nevada, y California. La carretera más o menos traza otros corredores de importancia histórica, en particular en el Oeste de los Estados Unidos. Estos incluyen el Oregon Trail de Nebraska, y hacia el oeste, el California Trail de Nevada y California, y el primer Ferrocarril Transcontinental del oeste de Nebraska hasta San Francisco. 
Desde cerca de Chicago al este hasta cerca de cerca de Youngstown (Ohio), la I-80 es una carretera de peaje, que contiene la mayor parte de la Indiana Toll Road y la Ohio Turnpike. En Youngstown, la I-80 sale de la carretera de peaje, y sigue hacia Pittsburgh y Filadelfia, a favor del Shortway Keystone, un acceso directo a través del norte de Pensilvania construido como parte de un nuevo corredor para la I-80. La ruta de peaje hacia Filadelfia, Pensilvania, fue originalmente designada como la Interestatal 80S, ahora es la Interestatal 76.
La I-80 I-90 cruza cerca de Elyria, Ohio, y comparten una ruta al oeste hasta llegar a Portage, Indiana, donde la I-90 se divide frente a la I-80, pero luego pasa conjuntamente con la I-94 hasta el suburbio de Chicago de South Holland, Illinois. La I-80 después, se conecta con la I-294 hasta llegar a Markham, Illinois.

## Descripción de la ruta
| Longitudes | Longitudes | Longitudes |
|            | millas[]   | km         |
| ---------- | ---------- | ---------- |
| CA         | 199.24     | 320.65     |
| NV         | 410.67     | 660.91     |
| UT         | 196.34     | 315.98     |
| WY         | 402.76     | 648.18     |
| NE         | 455.32     | 732.77     |
| IA         | 306.01     | 492.48     |
| IL         | 163.52     | 263.16     |
| IN         | 151.56     | 243.91     |
| OH         | 237.48     | 382.19     |
| PA         | 311.07     | 500.62     |
| NJ         | 68.54      | 110.30     |
| Total      | 2902.51    | 4671.13    |

### California

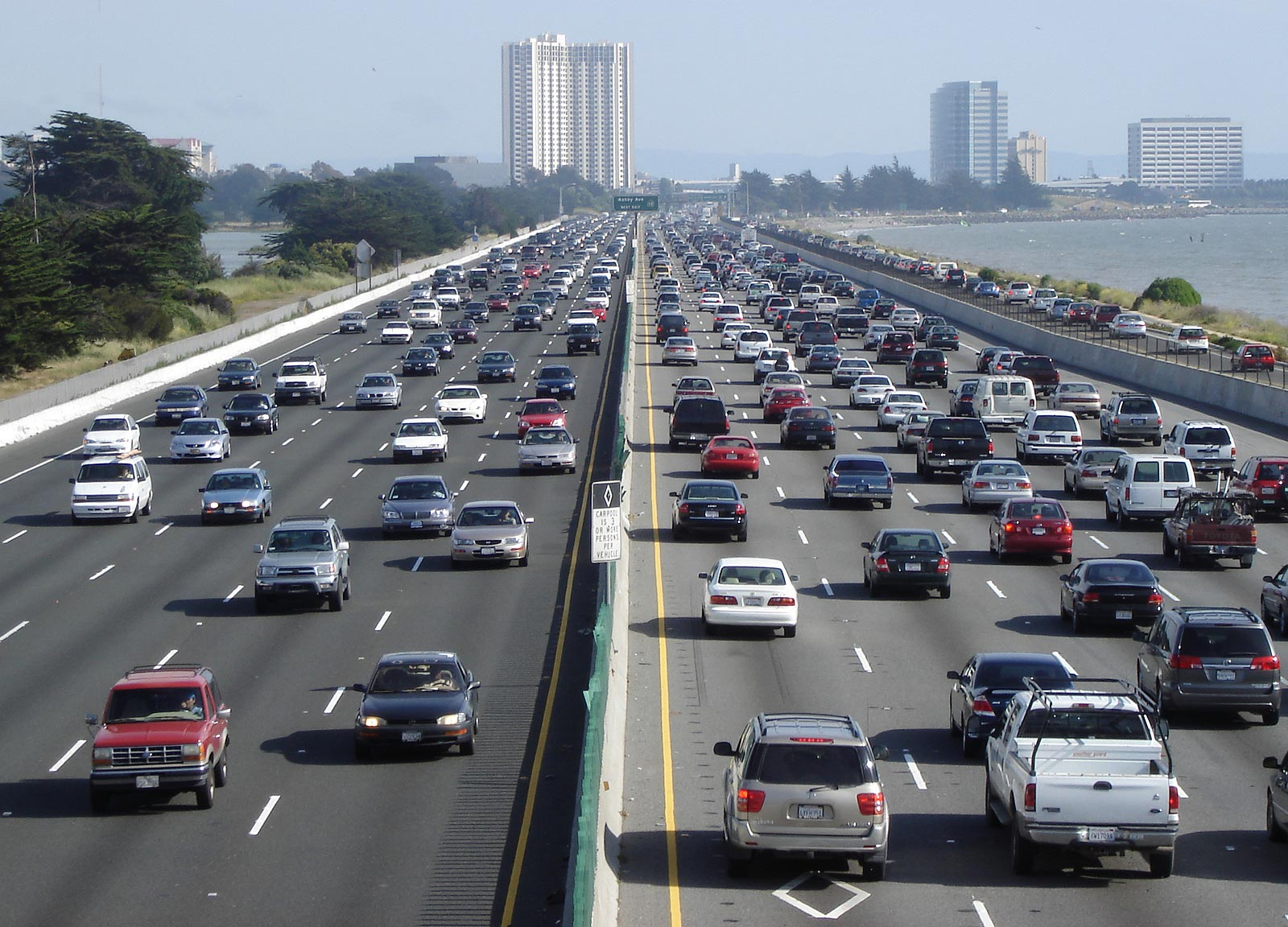
Berkeley, California como el Eastshore Freeway). Esta sección de la autopista es una de las más activas en la región, con un promedio de aproximadamente 300.000 vehículos al día.

Una parte de la ruta a través de Pinole, California formó parte del trasplante experimental de la especie rara de la hemizonia de Santa Cruz en el derecho de vía.

### Nevada
En el estado de Nevada, la Interestatal 80 pasa en el noreste de la región del Lake Tahoe, cerca de Reno de Battle Mountain. En Battle Mountain, gira al este de las salinas de Utah a través de Elko. En Nevada, la I-80 pasa a lo largo de los ríos Truckee y Humboldt. 
El tramo de la I-80 a través de Nevada está completamente desolado y montañosa. Los servicios son limitados en comparación con la I-80 en los otros estados.

### Utah
Después de cruzar la frontera occidental de Utah, la I-80 cruza las desoladas Salinas de Bonneville al oeste del Gran Lago Salado. El tramo más largo entre las salidas en la carretera interestatal se encuentra entre Wendover y Knolls, con 37 millas (60 km) entre las salidas. Esta parte de la I-80, cruzando el Desierto de Great Salt, es muy plana y recta, con grandes señales de advertencia acerca de la fatiga del conductor y somnolencia. 
Al este de las salinas, la I-80 pasa a través de Salt Lake City, en el que se fusiona con la I-15 de tres millas (5 km) antes de entrar en las Montañas Wasatch al este de la ciudad. Luego la carretera asciende por el Cañón de Parley y pasa a pocos kilómetros de Park City, ya que sigue una ruta a través de las montañas hacia Wyoming. 
La ruta de la sección de Utah de la I-80 está definida en el Código Anotado de Utah como § 72-4-113 (10).

### Wyoming

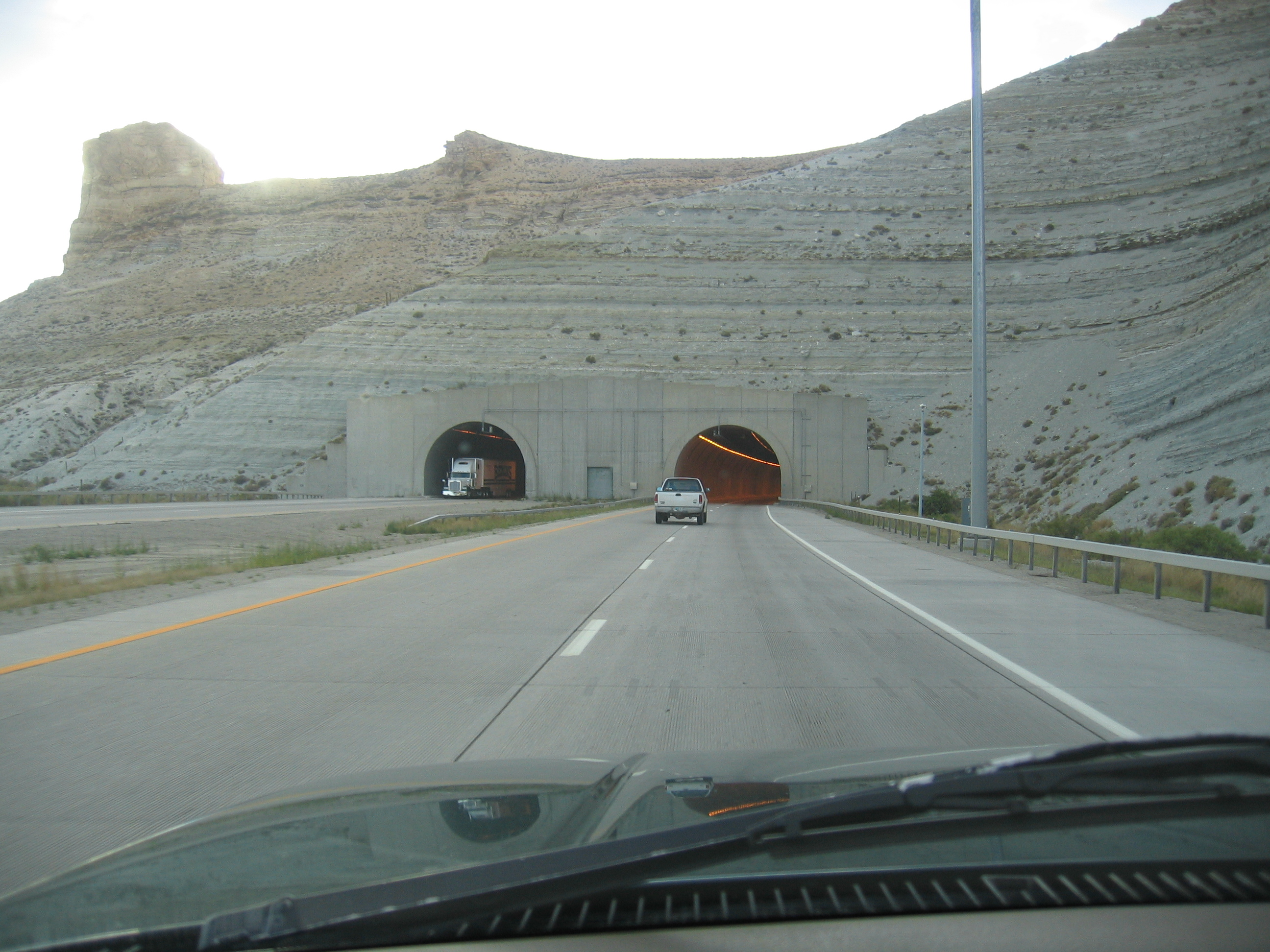
Túneles cerca de Green River, Wyoming, uno de los tres conjuntos de túneles sobre la longitud de 2900 millas (4700 km) de la interestatal.

En el estado de Wyoming, la I-80 llega a su máxima elevación de 8640 pies (2633 metros) por encima del nivel del mar entre Cheyenne y Laramie. Más al oeste, en Wyoming, la interestatal pasa a través del seco Desierto Rojo y sobre la Gran división continental. En cierto modo, la carretera cruza la divisoria en dos ocasiones, ya que dos picos de las Montañas Rocosas se dividen en Wyoming, la formación de la Great Divide Basin.

### Nebraska
La I-80 entra al oeste de Bushnell. La parte oeste de la I-80 en Nebraska pasa muy cerca del estado de Colorado, pero sin entrar en el estado; la intersección de la Interestatal 76 y la I-80 es visible desde la línea estatal de Colorado y Nebraska. Desde su intersección con la I-76 en la Gran Isla, Nebraska, la I-80 colinda en el valle del río South Platte y el río Platte. El tramo recto más largo de la interestatal en cualquier estad es de aproximadamente 72 millas (116 km) de la I-80 que se sitúa entre la salida 318 en la zona de Grand Island y milemarker cerca del poste de mileaje 390 en Lincoln. A lo largo de este tramo la carretera no varía tanto en cuánto a su longitud recta. Después de pasar por Lincoln, la I-80 gira al noreste hacia Omaha. Después, cruza el río Misuri en Omaha hasta entrar en Iowa. 
Una parte de la Interestatal 80 en Nebraska está marcada como una Autopista Memorial de Estrella Azul.

### Iowa
En el estado de Iowa, la Interestatal 80 se extiende desde el puente de la I-80 sobre el río Misuri al este de Quad Cities y el Puente Memorial Fred Schengel en el Río Misisipi. Es la principal autopista de orientación este-oeste a través de la zona sur y central de Iowa, y la principal interestatal de orientación este-oeste en el estado. 
En Iowa, la I-80 pasa por las ciudades de Council Bluffs, Des Moines, Iowa City, y parte de Quad Cities, incluyendo a Davenport y Bettendorf.

### Illinois
En el estado de Illinois, la I-80 empieza desde el Puente Memorial Fred Schwengel en el sur del río Misisipi hacia la intersección con la I-74. Después, gira con rumbo al este a través de la región nor-central de Illinois, al norte del río Illinois en Joliet. La I-80 continúa al este y se une con la I-94 justo antes de entrar en el estado de Indiana.

### Indiana
En el estado de Indiana, la I-80 está en toda su longitud con otra carretera Interestatal. La carretera transita con la I-94 sobre el Borman Expressway, antes de incorporarse a la I-90 en Ohio, una Carretera de Peaje de Indiana. 
En el tramo de la I-80 entre La Porte, Indiana y Toledo, Ohio (con la I-90) pasa a diez millas (16 km) de la línea estatal de Míchigan. A partir de la Ruta Estatal 9 y la intersección de la I-80, se puede ver el letrero que marca la línea estatal de los estados de Indiana y Míchigan. En otro punto, en el norte de Indiana, la I-80 pasa a aproximadamente 200 yardas de la frontera de Míchigan.

### Ohio
En el estado de Ohio, la I-80 entra junto con la I-90 de la carretera de peaje de Indiana y luego convierten en el "James W. Shocknessy Ohio Turnpike", más comúnmente conocida simplemente como la Ohio Turnpike. Las dos carreteras interestatales rurales cruzan el noroeste de Ohio y pasan justo al sur de la región metropolitana de Toledo. En Rossford, Ohio la interestatal se interseca con la Interestatal 75 en un área conocida como la encrucijada de América. Esta intersección es una de las principales intersecciones de dos carreteras interestatales en los Estados Unidos. 
En Lorain, al oeste de Cleveland, la I-90 se divide de la I-80 y se extiende al noreste como una autovía. La I-80 corre de este a sureste a través de los suburbios del sur de Cleveland y mantiene la denominación de "Ohio Turnpike". Justo al noroeste de Youngstown, el "Ohio Turnpike" sigue hasta el sureste en la Interestatal 76, mientras que la I-80 corre pasa al este en la zona norte de Youngstown, entrando al sur de Pensilvania en Sharon, Pensilvania.

### Pensilvania
En el estado de Pensilvania, la I-80 es la principal carretera interestatal en orientación este-oeste carretera del centro de Pensilvania. La interestatal inicia desde el estado de Ohio, cerca de la línea estatal en Sharon al Puente de Peaje Delaware Water Gap en el Río Delaware, y es llamada como la Autopista Confair Memorial. 
La I-80 no conecta a ninguna de las principales áreas metropolitanas de Pensilvania. La I-80 cuenta con varias estribaciones hasta State College, Williamsport, Scranton y Wilkes-Barre. La I-80 se cruza con la I-79 en el oeste de Pensylvania en la cual conecta las ciudades de Erie (alrededor (unas 75 millas (121 km) al norte) y Pittsburgh (alrededor de 55 millas (89 km) al sur). El punto más alto de la Interestatal 80, (al este del Misisipi) también se encuentra en Pensilvania, cerca de la salida 111, cerca de Penfield, en el Condado de Clearfield. 
En 2007, la Comisión del Pennsylvania Turnpike, junto con la legislatura estatal de la Ley N º 44, puso en marcha los planes para adoptar un sistema de peaje en todo el espacio de la I-80 en todo el estado de Pensilvania. El 15 de octubre de 2007, el PennDOT (por sus siglas en inglés) y la Comisión del Pennylvania Turnpike firmó un arrendamiento de 50 años, lo que permitirá a la Comisión mantener y, eventualmente, poner un peaje en la I - 80.

### Nueva Jersey

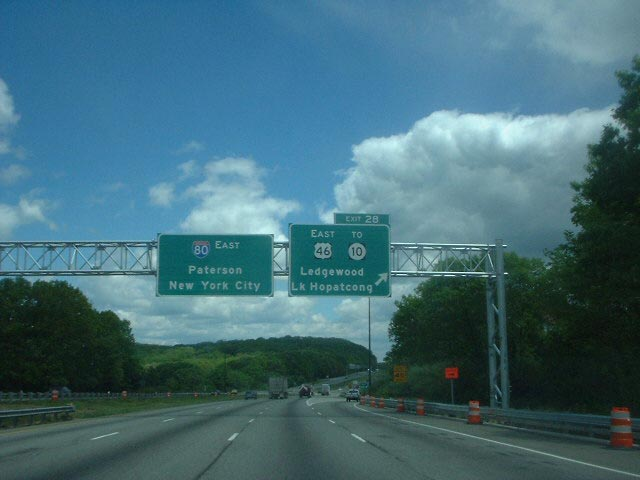
I-80 en Municipio de Roxbury

La parte de la I-80 que pasa a través de Nueva Jersey es a veces llamada como el Bergen-Passaic Expressway. 
La I-80 no pasa por la Ciudad de Nueva York a través del Puente George Washington, ya que su extremo final se encuentra a 4 millas (6,4 km) por debajo de la ciudad de Nueva York en Teaneck, Nueva Jersey. Allí al cruzar el puente, se une y se convierte en la I-95. Esto ha dado lugar a cierta confusión ya que este segmento de la I-95 también está señalizada como la "To I-80" o en español como "Hacia la I-80" con dirección hacia el sur del Puente George Washington, y muchos mapas muestran esta sección como la I-80/95. El tramo del peaje del New Jersey Turnpike termina en la salida 18, que es en realidad una plaza de peaje en el norte de la terminal de la carretera. La siguiente salida de la I-95 es la salida 68, coherente con la numeración de salida en la I-80, que son 68A y 68B, respectivamente.